# Scott Wilson
Scott Wilson, född 29 mars 1942 i Thomasville, Georgia, död 6 oktober 2018 i Los Angeles, Kalifornien, var en amerikansk skådespelare. Wilsons karriär inleddes 1964 och han medverkade främst i filmer. Han blev bland annat känd för sin roll som Hershel Greene i TV-serien The Walking Dead.

## Filmografi

### Filmer
| År   | Titel                                      | Roll                       | Noteringar                                             |
| ---- | ------------------------------------------ | -------------------------- | ------------------------------------------------------ |
| 1967 | I nattens hetta                            | Harvey Oberst              |                                                        |
| 1967 | Med kallt blod                             | Richard Hickock            |                                                        |
| 1969 | Castle Keep                                | Corporal Clearboy          |                                                        |
| 1969 | The Gypsy Moths                            | Malcolm Webson             |                                                        |
| 1971 | The Grissom Gang                           | Slim Grissom               |                                                        |
| 1972 | The New Centurions                         | Gus                        |                                                        |
| 1973 | Lolly-Madonna XXX                          | Thrush                     |                                                        |
| 1974 | Den store Gatsby                           | George Wilson              |                                                        |
| 1976 | The Passover Plot                          | Judah                      |                                                        |
| 1979 | La Ilegal                                  | Police Officer             |                                                        |
| 1980 | The Ninth Configuration                    | Captain Billy Cutshaw      | Nominerad - Golden Globe Award för bästa biroll - Film |
| 1983 | The Right Stuff                            | Scott Crossfield           |                                                        |
| 1984 | A Year of the Quiet Sun                    | Norman                     |                                                        |
| 1984 | Downstream                                 | Mitch                      |                                                        |
| 1985 | The Aviator                                | Jerry Stiller              |                                                        |
| 1986 | Blue City                                  | Percy Kerch                |                                                        |
| 1987 | Malone                                     | Paul Barlow                |                                                        |
| 1988 | Jesse                                      | Sam Maloney                | TV-film                                                |
| 1988 | Tracker                                    | John 'Red Jack' Stillwell  | TV-film                                                |
| 1988 | Dead or Alive                              |                            | TV-film                                                |
| 1989 | Johnny Handsome                            | Mikey Chalmette            |                                                        |
| 1990 | The Exorcist III: Legion                   | Dr. Temple                 |                                                        |
| 1990 | Young Guns II                              | Governor Lew Wallace       |                                                        |
| 1990 | La Cruz de Iberia                          | Johnson                    |                                                        |
| 1991 | Femme Fatale                               | Dr. Beaumont               |                                                        |
| 1991 | Pure Luck                                  | Frank Grimes               |                                                        |
| 1993 | Geronimo: An American Legend               | Redondo                    |                                                        |
| 1993 | Flesh and Bone                             | Elliot                     |                                                        |
| 1993 | Elvis and the Colonel: The Untold Story    | Vernon Presley             | TV-film                                                |
| 1995 | Tall Tale                                  | Zeb                        |                                                        |
| 1995 | Judge Dredd                                | Pa Angel                   |                                                        |
| 1995 | Soul Survivors                             | Bradley Facemeyer          | TV-film                                                |
| 1995 | Dead Man Walking                           | Chaplain Farley            |                                                        |
| 1995 | The Grass Harp                             | Eugene Fenwick             |                                                        |
| 1995 | Mother                                     | Dr. Chase                  |                                                        |
| 1996 | Shiloh                                     | Judd Travers               |                                                        |
| 1997 | G.I. Jane                                  | Captain Salem              |                                                        |
| 1997 | Our God's Brother                          | Albert Chmielowski         |                                                        |
| 1998 | Clay Pigeons                               | Sheriff Dan Mooney         |                                                        |
| 1999 | Shiloh 2: Shiloh Season                    | Judd Travers               |                                                        |
| 1999 | The Jack Bull                              | Governor                   | TV-film                                                |
| 2000 | South of Heaven, West of Hell              | Clete Monroe               |                                                        |
| 2000 | The Way of the Gun                         | Hale Chidduck              |                                                        |
| 2001 | The Animal                                 | Mayor                      |                                                        |
| 2001 | Pearl Harbor                               | General George C. Marshall |                                                        |
| 2002 | Bark!                                      | Harold                     |                                                        |
| 2002 | Coastlines                                 | Pa Mann                    |                                                        |
| 2002 | Don't Let Go                               | Hershel Ray Stevens        |                                                        |
| 2003 | Monster                                    | Horton / Last "John"       |                                                        |
| 2003 | Den siste samurajen                        | Ambassador Swanbeck        |                                                        |
| 2005 | Junebug                                    | Eugene Johnsten            |                                                        |
| 2006 | Come Early Morning                         | Lowell Fowler              |                                                        |
| 2006 | Open Window                                | Eddie                      |                                                        |
| 2006 | Saving Shiloh                              | Judd Travers               |                                                        |
| 2006 | The Host                                   | US Doctor in Morgue        |                                                        |
| 2006 | Behind the Mask: The Rise of Leslie Vernon | Eugene                     |                                                        |
| 2006 | The Sensation of Sight                     | Tucker                     |                                                        |
| 2007 | The Heartbreak Kid                         | Boo                        |                                                        |
| 2007 | Big Stan                                   | Warden Gasque              |                                                        |
| 2009 | Saving Grace B. Jones                      | Reverend Potter            |                                                        |
| 2009 | Bottleworld                                | Murray                     |                                                        |
| 2009 | For Sale by Owner                          | Dr. Banks                  |                                                        |
| 2010 | Radio Free Albemuth                        | President Fremont          |                                                        |
| 2011 | Dorfman                                    | Winston Cooke Sr.          |                                                        |
| 2011 | Five                                       | Old Bill                   | TV-film                                                |

### TV-serier
| År             | Titel                          | Roll            | Noteringar                                |
| -------------- | ------------------------------ | --------------- | ----------------------------------------- |
| 1986           | Twilight Zone                  | Matthew Foreman | Avsnitt: "Welcome to Winfield/Quarantine" |
| 2000           | Arkiv X                        | Pastor Orison   | Avsnitt: "Orison"                         |
| 2001–2006      | CSI: Crime Scene Investigation | Sam Braun       | 9 avsnitt                                 |
| 2003           | Karen Sisco                    | Homer           | Avsnitt: "Dumb Bunnies"                   |
| 2005           | Law & Order                    | Ben Chaney      | Avsnitt: "Sport of Kings"                 |
| 2011           | Justified                      | Frank Reasoner  | Avsnitt: "Blaze of Glory"                 |
| 2011           | Enlightened                    | Marv            | Avsnitt: "Someone Else's Life"            |
| 2011–2014,2018 | The Walking Dead               | Hershel Greene  | 33 avsnitt                                |
| 2014           | Bosch                          | Dr. Guyot       | Avsnitt: "Pilot"                          |